# Thái Dương Xuyên Hoà
Thái Dương Xuyên Hoà (泰洋川禾, tiếng Anh: Mountain Top) là công ty TNHH về lĩnh vực giải trí của Trung Quốc, phạm vi kinh doanh bao gồm quản lý nghệ sĩ, chứng thực thương mại, tiếp thị giải trí, tài trợ đầu tư, nghiên cứu và phát triển dự án phim và truyền hình, phúc lợi công cộng và phát triển phái sinh, v.v.

## Tổng quan
Trước đây văn phòng được gọi là phòng công tác của nữ diễn viên, người mẫu Angelababy. Vào tháng 6 năm 2015, công ty đã đăng bài viết đầu tiên lên trang Weibo riêng, thông báo thành lập.
Từ năm 2016, bắt đầu hoạt động trong các lĩnh vực đầu tư, chế tác tác phẩm phim truyền hình.
Năm 2016, giám đốc điều hành Dương Minh và papi酱 thành lập một công ty quản lý các KOL có tên là Công ty TNHH Công nghệ Internet Tự Do Tự Tại Từ Châu (徐州自由自在網絡科技有限公司) viết tắt là papitube. Papitube sáp nhập vào Thái Dương Xuyên Hoà vào năm 2017.
Năm 2017, một văn phòng độc lập - Thái Dương Music đã được thành lập, bao gồm quản lý ca sĩ, bao thầu phục trang, tuyên truyền, bản quyền, phân phối và biểu diễn trực tiếp.
Ngày 7/4/2017 tuyên bố hoàn tất tài trợ 120 triệu nhân dân tệ, thông báo hợp tác với nghệ sĩ theo hợp đồng quản lý nghệ sĩ theo cách phi truyền thống, lấy nghệ sĩ làm trung tâm, không yêu cầu nghệ sĩ phải dựa vào hay cầu cạnh những người có quyền thế.
Ngày 25/3/2019, Thái Dương Xuyên Hoà có thêm cổ đông mới là Công ty TNHH Kỹ thuật Lượng tử Bắc Kinh (công ty con hoàn toàn thuộc sở hữu của tập đoàn internet ByteDance).

## Rắc rối
Ngày 14 tháng 12 năm 2019, YouTuber có tên King Porter của Đài Loan đã đăng tải một video hợp tác với Tổng thống Thái Anh Văn của Đài Loan. Sau đó, đối tác Trung Quốc là Papitube, một công ty con của Thái Dương Xuyên Hoà, đã yêu cầu từ "tổng thống" không được xuất hiện trong video của mình. King Porter từ chối tuân thủ và đã bị bên kia đổi mật khẩu Weibo. Papitube sau đó tuyên bố sẽ giải tán mối quan hệ đối tác với King Porter, nói rằng họ tuân thủ  Chính sách Một Trung Quốc và lên án mạnh mẽ "những lời nói và hành động không đúng đắn" của King Porter.
Bà Thái Anh Văn bày tỏ sự hối tiếc về vụ việc, coi Đài Loan là một xã hội tự do, và vụ việc rất khó chấp nhận; ứng cử viên Tổng thống của Quốc dân đảng là ông Hàn Quốc Du có phát biểu: "Chính trị quy chính trị, kinh tế quy kinh tế".

## Nghệ sĩ
Đối chiếu với trang web chính thức vào ngày 16 tháng 2 năm 2019.
| - Trạch Thiên Lâm - Doãn Chính - Tôn Nghệ Châu - Trương Hiểu Long - Khổng Thùy Nam - Vương Tranh - Thường Triết Khoan - Hồ Văn Triết - Lưu Siêu - Điền Nghi Phong - Vương Nãi Siêu - Trương Phàm - Trần Hách - Trần Tùng Linh - Cáp Ni Khắc Tư - Kim Thần - Lã Nghiên - Tần Ngữ - Mộng Tần - Vương Tịnh Văn - Vương Tiểu Tranh - Viên Bách Tự Huỷ (袁百梓卉) - Lục Nghiên Kỳ - Triệu Tiểu Đường - Khổng Tuyết Nhi | - Bành Tiểu Nhiễm - Kim Mân Kỳ - Tô Thi Đinh - Huyền Tử - James - Vũ Điền - Úc Nhất Phàm - Cao Gia Lãng | - papi酱 - Châu Đông Vũ - Lý Dịch Phong - Bành Bác - Trương Kiệt - Vương Tử Văn - Trâu Dương - Đinh Đinh - Tạ Na - Tả Trác - Angelababy - Trương Quân Ninh - Trương Giai Ninh |